# 데버러 콕스
데버러 콕스(Deborah Cox, 1974년 7월 13일 ~ )는 캐나다의 싱어송라이터, 배우이다.